# Lăutar
Lăutar är en musiksingel från den moldaviska sångaren Pavel Parfeni och var Moldaviens bidrag i Eurovision Song Contest 2012 i Baku i Azerbajdzjan. Texten har Parfeni skrivit själv medan han har komponerat musiken tillsammans med Alex Brashovean. Den 11 mars 2012 vann Parfeni med låten i Moldaviens nationella uttagningsfinal mot tjugo andra bidrag. I finalen användes 50% telefonröster och 50% jury för att få fram vinnaren. Den officiella musikvideon hade premiär den 21 mars. Låten framfördes i den första semifinalen den 22 maj. Där hade bidraget startnummer 17. Det tog sig vidare till finalen som hölls den 26 maj. Där var bidraget det sista som framfördes av de 26 bidragen och efter att alla länder givit sina poäng stod det klart att det hamnat på 11:e plats och med 81 poäng.

## Versioner
1. "Lăutar" – 3:04[8]
2. "Lăutar" (Karaokeversion) – 3:03[9]

## Listplaceringar
| Lista (2012) | Topplacering |
| ------------ | ------------ |
| Moldavien    | 2            |